# فرانسيس ستارك
فرانسيس ستارك (بالإنجليزية: Frances Stark)‏ هي كاتِبة وفنانة أمريكية، ولدت في 1967 في شاطئ نيوبورت في الولايات المتحدة.